# Alec Guinness
Sir Alec Guinness, CH, CBE (sinh ngày 2 tháng 4 năm 1914 – mất ngày 5 tháng 8 năm 2000) là một diễn viên người Anh.

## Danh mục phim
| Năm  | Tên phim                              | Vai diễn | Ghi chú |
| ---- | ------------------------------------- | --- | --- |
| 1934 | Evensong                              | Extra (World War I soldier in audience)                                                                       | uncredited |
| 1946 | Great Expectations                    | Herbert Pocket                                                                                                | |
| 1948 | Oliver Twist                          | Fagin | |
| 1949 | Kind Hearts and Coronets              | - The Duke, The Banker, The Parson, - The General, The Admiral, - Young D'Ascoyne, Young Henry, - Lady Agatha | National Board of Review Award cho Nam diễn viên chính xuất sắc nhất |
| 1949 | A Run for Your Money                  | Whimple | |
| 1950 | Last Holiday                          | George Bird                                                                                                   | |
| 1950 | The Mudlark                           | Benjamin Disraeli                                                                                             | |
| 1951 | The Lavender Hill Mob                 | Henry Holland                                                                                                 | - Silver Ribbon Award cho Nam diễn viên chính xuất sắc nhất —Foreign Film (Migliore Attore Straniero) - Đề cử — Academy Award cho Nam diễn viên chính xuất sắc nhất |
| 1951 | The Man in the White Suit             | Sidney Stratton                                                                                               | |
| 1952 | The Card                              | Edward Henry 'Denry' Machin                                                                                   | released in the United States as The Promoter |
| 1953 | The Square Mile                       | narrator | short subject |
| 1953 | Malta Story                           | Flight Lt. Peter Ross                                                                                         | |
| 1953 | The Captain's Paradise                | Capt. Henry St. James                                                                                         | |
| 1954 | Father Brown                          | Father Brown                                                                                                  | |
| 1954 | The Stratford Adventure               | Himself | short subject |
| 1955 | Rowlandson's England                  | narrator | short subject |
| 1955 | To Paris with Love                    | Col. Sir Edgar Fraser                                                                                         | |
| 1955 | The Prisoner                          | The Cardinal                                                                                                  | Đề cử — BAFTA Award cho Nam diễn viên chính xuất sắc nhất in a Leading Role |
| 1955 | The Ladykillers                       | Professor Marcus                                                                                              | |
| 1956 | The Swan                              | Prince Albert                                                                                                 | |
| 1957 | The Bridge on the River Kwai          | Col. Nicholson                                                                                                | - Academy Award cho Nam diễn viên chính xuất sắc nhất - BAFTA Award cho Nam diễn viên chính xuất sắc nhất in a Leading Role - Golden Globe Award cho Nam diễn viên chính xuất sắc nhất - Motion Picture Drama - National Board of Review Award cho Nam diễn viên chính xuất sắc nhất - New York Film Critics Circle Award cho Nam diễn viên chính xuất sắc nhất - Sant Jordi Award for Best Foreign Actor (Mejor Actor Extranjero) - Đề cử — Golden Laurel Award for Top Male Dramatic Performance |
| 1957 | Barnacle Bill                         | Captain William Horatio Ambrose                                                                               | released in the United States as All at Sea |
| 1958 | The Horse's Mouth                     | Gulley Jimson                                                                                                 | - Also writer - Sant Jordi Award for Best Foreign Actor (Mejor Actor Extranjero) - Volpi Cup cho Nam diễn viên chính xuất sắc nhất - Đề cử — Academy Award for Best Writing (Adapted Screenplay) - Đề cử — BAFTA Award for Best Adapted Screenplay - Đề cử — Golden Laurel Award for Top Male Comedy Performance |
| 1959 | Our Man in Havana                     | Jim Wormold                                                                                                   | |
| 1959 | The Scapegoat                         | John Barratt/Jacques De Gue                                                                                   | |
| 1960 | Tunes of Glory                        | Maj. Jock Sinclair, D.S.O., M.M.                                                                              | Đề cử — BAFTA Award cho Nam diễn viên chính xuất sắc nhất in a Leading Role |
| 1962 | A Majority of One                     | Koichi Asano                                                                                                  | |
| 1962 | H.M.S. Defiant                        | Captain Crawford                                                                                              | |
| 1962 | Lawrence of Arabia                    | Prince Faisal                                                                                                 | |
| 1964 | The Fall of the Roman Empire          | Marcus Aurelius                                                                                               | |
| 1965 | Pasternak                             | Himself | short subject |
| 1965 | Situation Hopeless... But Not Serious | Wilhelm Frick                                                                                                 | |
| 1965 | Doctor Zhivago                        | Gen. Yevgraf Zhivago                                                                                          | |
| 1966 | Hotel Paradiso                        | Benedict Boniface                                                                                             | |
| 1966 | The Quiller Memorandum                | Pol | |
| 1967 | The Comedians in Africa               | Himself | uncredited, short subject |
| 1967 | The Comedians                         | Major H.O. Jones                                                                                              | Kansas City Film Critics Circle Award cho Nam diễn viên phụ xuất sắc nhất |
| 1970 | Cromwell                              | King Charles I                                                                                                | |
| 1970 | Scrooge                               | Jacob Marley's ghost                                                                                          | |
| 1972 | Brother Sun, Sister Moon              | Pope Innocent III                                                                                             | |
| 1973 | Hitler: The Last Ten Days             | Adolf Hitler                                                                                                  | |
| 1976 | Murder by Death                       | Jamesir Bensonmum                                                                                             | |
| 1977 | Star Wars                             | Obi-Wan Kenobi                                                                                                | - Evening Standard British Film Award cho Nam diễn viên chính xuất sắc nhất - Saturn Award cho Nam diễn viên phụ xuất sắc nhất - Đề cử — Academy Award cho Nam diễn viên phụ xuất sắc nhất - Đề cử — Golden Globe Award cho Nam diễn viên phụ xuất sắc nhất – Motion Picture |
| 1979 | Tinker, Tailor, Soldier, Spy          | George Smiley                                                                                                 | British Academy Television Award cho Nam diễn viên chính xuất sắc nhất |
| 1980 | The Empire Strikes Back               | Obi-Wan Kenobi                                                                                                | |
| 1980 | Raise the Titanic                     | John Bigalow                                                                                                  | |
| 1980 | Little Lord Fauntleroy                | Earl of Dorincourt                                                                                            | |
| 1982 | Smiley's People                       | George Smiley                                                                                                 | - British Academy Television Award cho Nam diễn viên chính xuất sắc nhất - Đề cử — Primetime Emmy Award for Outstanding Lead Actor in a Miniseries or a Movie |
| 1983 | Lovesick                              | Sigmund Freud                                                                                                 | |
| 1983 | Return of the Jedi                    | Obi-Wan Kenobi                                                                                                | |
| 1984 | A Passage to India                    | Professor Godbole                                                                                             | |
| 1985 | Monsignor Quixote                     | Monsignor Quixote                                                                                             | |
| 1988 | Little Dorrit                         | William Dorrit                                                                                                | - Los Angeles Film Critics Association Award cho Nam diễn viên phụ xuất sắc nhất - Đề cử — Academy Award cho Nam diễn viên phụ xuất sắc nhất - Đề cử — Golden Globe Award cho Nam diễn viên phụ xuất sắc nhất – Motion Picture |
| 1988 | A Handful of Dust                     | Mr. Todd | |
| 1991 | Kafka                                 | The chief clerk                                                                                               | |
| 1993 | A Foreign Field                       | Amos | |
| 1994 | Mute Witness                          | The Reaper | |
| 1996 | Eskimo Day                            | James | |